# Hylaeus omanicus
Hylaeus omanicus är en biart som beskrevs av Dathe 1995. Hylaeus omanicus ingår i släktet citronbin, och familjen korttungebin. Inga underarter finns listade i Catalogue of Life.